# Den helige ärkeängeln Mikaels kyrka, Tubravić
Den helige ärkeängeln Mikaels kyrka (serbisk kyrilliska: Црква Светог Арханђела Михаила; latinska: Crkva Svetog Arhanđela Mihaila) är en dekonsekrerad serbisk-ortodox kyrkobyggnad belägen i Tubravić i Valjevo i västra Serbien.

## Historik
Kyrkan uppfördes i omgångar från 1400-talet till 1800-talet. Kupolen i nybysantinsk stil restes år 1930.
År 2015 inleddes fyllandet av dammen Rovni och kyrkan hotades då av att översvämmas. Initialt hade man för avsikt att flytta kyrkan, men denna plan omöjliggjordes på grund av det material, i vilket kyrkan var uppförd. Den 15 mars 2016 sänktes kyrkan under vatten. Tidigare hade alla reliker samt ikonostasen avlägsnats ur kyrkan.
Kyrkan är inskriven i Serbiens kulturskydd.

## Bilder

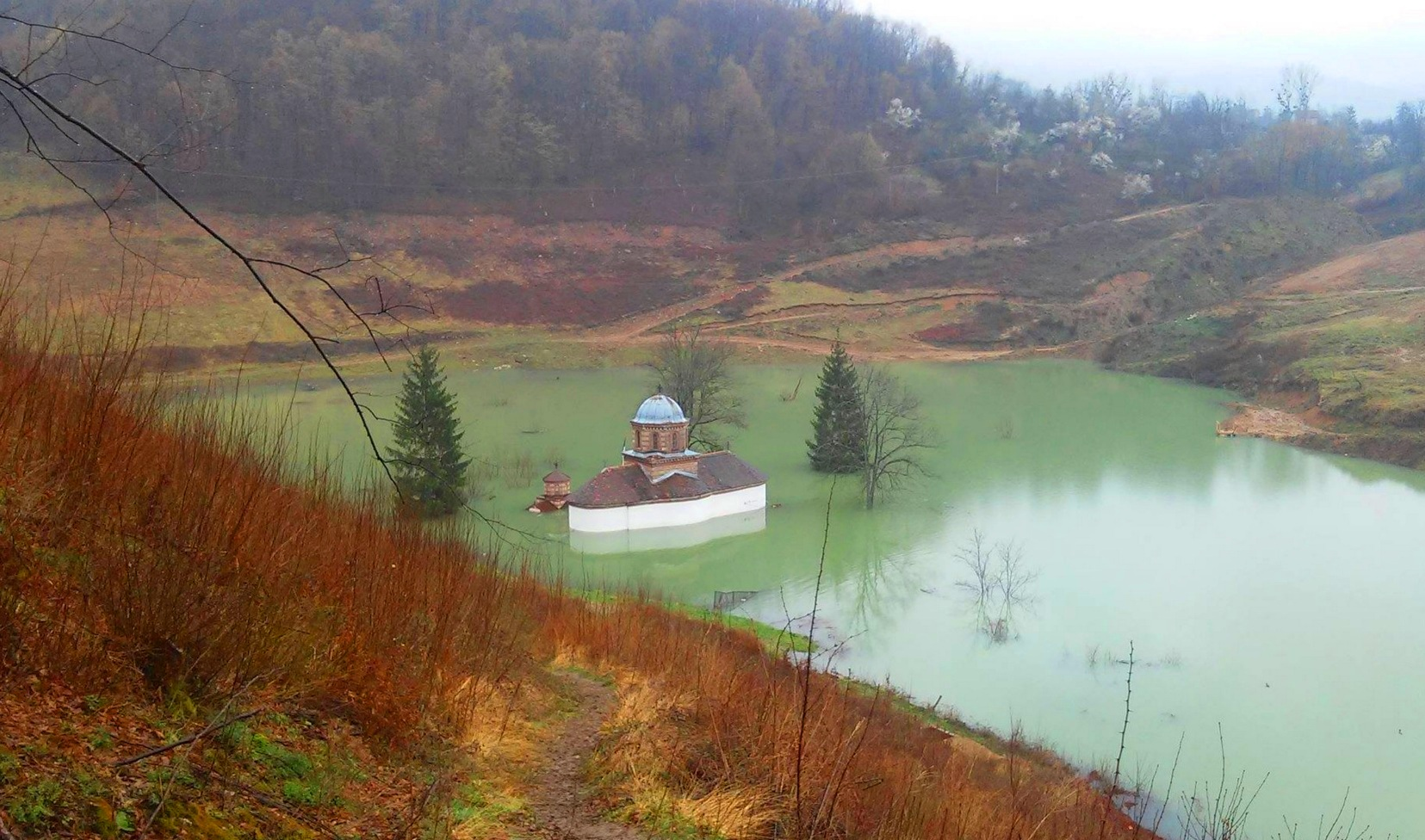
Den helige ärkeängeln Mikaels kyrka år 2016.